# Meses mayores
Los meses mayores eran, en la sociedad preindustrial, sobre todo en el Antiguo Régimen, los de abril, mayo, junio, es decir: en los que iba acercándose el momento de la cosecha de cereales (más tardía cuanto más al norte).
Determinaban un alza de los precios dado que se iban terminando las reservas de la cosecha del año anterior, sobre todo si había sido escasa y se preveía que la cosecha por recoger también lo sería. Las deficientes comunicaciones y la inexistencia de un mercado libre o de instituciones eficaces de previsión hacían imposible evitarlo. El hecho de que el pan fuera la base principal de la alimentación, agravaba más estas crisis alimentarias, puesto que se convertía en objeto de una demanda inelástica: se demanda más cuanto más suba su precio (al contrario de lo que predice la ley de la oferta y la demanda para cualquier otro tipo de producto); ya que al ser el alimento más barato (y lo sigue siendo a pesar de su encarecimiento frente a otros como la carne, en un contexto de escasísima variedad en los alimentos cotidianos), es una decisión racional, aunque perversa para el funcionamiento del mercado, aumentar la cantidad de pan y disminuir la cantidad de esos otros alimentos más caros en la dieta para componer la misma cantidad de gasto monetario, siempre en el límite de la subsistencia.
La escasez y consiguiente carestía determinaba la reducción de la alimentación de las capas populares, el hambre y el descontento social, que muchas veces terminaba produciendo conflictos, conocidos como motines de subsistencias, muchas veces aprovechados políticamente: Motín de los Gatos (28 de abril de 1699), Motín de Esquilache (domingo de ramos de 1766), o la propia Revolución francesa (14 de julio de 1789) se iniciaron en el final de la primavera y comienzo del verano (en cambio, la Independencia de Estados Unidos, aunque se celebra el 4 de julio, no tiene que ver con ninguna protesta similar, como tampoco el Motín de Aranjuez de 17 de marzo de 1808).